# Quercus delavayi
Quercus delavayi — вид рослин з родини букових (Fagaceae), ендемік Китаю.

## Опис
Дуб 10–30 метрів заввишки. Кора сіро-коричнева. Молоді гілочки блідо-коричнево-волохаті. Листки 8–10 × 3–4.5 см, овально ланцетні, коротко загострені на верхівці, шкірясті, товсті; клиноподібна або майже округла; край рідко звивистий, зубчастий на верхівковій 1/2; верх голий, густо-білувато волохатий, знизу зі зірчастими волосками; середня жилка виражена зверху й видна знизу; ніжка щільно волохата, 10–25 мм. Період цвітіння: квітень — травень. Жіночі суцвіття пазушні, густо-волохаті, довжиною 4 см. Жолуді від кулястих до яйцюватих, 14 мм у діаметрі; чашечка досить тонка 16 мм у діаметрі, луска в 6–7 концентричних кільцях, закриває 1/2 горіха; дозрівають другого року.

## Середовище проживання
Ендемік Китаю (Гуйчжоу, Сичуань, Юньнань, Гуансі). Росте на висотах від 1000 до 3000 метрів у змішаних лісах.